# Neczwołodiwka
Neczwołodiwka (ukr. Нечволодівка) – wieś na Ukrainie, w obwodzie charkowskim, w rejonie kupiańskim. W 2001 liczyła 480 mieszkańców, spośród których 417 posługiwało się językiem ukraińskim, 50 rosyjskim, 10 ormiańskim, a 3 innym.